# Ириба (департамент)
Ириба (фр. Iriba) — один из четырёх департаментов административного региона Вади-Фера в республике Чад. Столица департамента — город Ириба.

## История
Департамент Ириба был создан постановлением № 027/PR/2012 от 4 сентября 2012 года.

## Население
В 2012 году количество населения департамента Ириба составляло 156 515 человек.

## Административное деление
Департамент Борку-Яла включает в себя 5 подпрефектур:
- Ириба (фр. Iriba)
- Урба (фр. Ourba)
- Тине-Джагараба (фр. Tiné-Djagaraba)
- Дугуба (фр. Dougouba)
- Майба (фр. Maïba)

## Префекты
- С 2012 года: Ахмат Адам Махмат Курси (фр. Ahmat Adam Mahmat koursi)